# Vineuil-Saint-Firmin
Vineuil-Saint-Firmin é uma comuna francesa na região administrativa de Altos da França, no departamento de Oise. Estende-se por uma área de 7,78 km². Em 2010 a comuna tinha 1 458 habitantes (densidade: 187,4 hab./km²).